# Coenotephria reverdini
Coenotephria reverdini là một loài bướm đêm trong họ Geometridae.